# シンプレクティック幾何学
シンプレクティック幾何学（シンプレクティックきかがく、英: symplectic geometry）とは、シンプレクティック多様体上で展開される幾何学をいう。シンプレクティック幾何学は解析力学を起源とするが、現在では大域解析学の一分野でもあり、可積分系・非可換幾何学・代数幾何学などとも深い繋がりを持つ。また、弦理論や超対称性との関わりも盛んに研究されている。

## 解析力学とシンプレクティック幾何
シンプレクティック幾何学の歴史は、ハミルトンに始まる。ニュートンから始まる力学は、オイラー、ラグランジュによって変分法をもとにした解析力学へと洗練されていった。すなわち、ニュートンの運動方程式
{\displaystyle m{\ddot {x_{i}}}=F_{i}}
からオイラー＝ラグランジュ方程式
{\displaystyle {\frac {d}{dt}}\left({\frac {\partial L}{\partial {\dot {q_{i}}}}}\right)-{\frac {\partial L}{\partial q_{i}}}=0}
への移行である。
オイラー・ラグランジュ方程式は、数学的には位置座標を変数とする配位空間の接バンドル上の方程式である。それに対して、ハミルトンによる力学の定式化、すなわち、ハミルトン形式は、運動方程式を配位空間の余接バンドル上の方程式
{\displaystyle {\dot {q_{i}}}={\frac {\partial H}{\partial p_{i}}},\,\,\,\,\,{\dot {p_{i}}}=-{\frac {\partial H}{\partial q_{i}}}}
と見ることであった。この余接バンドルは位置座標と運動量を変数とする空間である。余接バンドルを物理学では、相空間と呼ぶこともある。速度は位置座標を微分して得られるものであるから、位置座標と速度を用いるラグランジュ方程式は二階の常微分方程式となっている。それに対して、ハミルトン形式では運動量自体を変数として用いるため、方程式は一階の常微分方程式となっている。ここで、速度と運動量は区別されなくてはならないことに注意する。なぜなら、一般化座標を取り替えたときに、一般化速度と一般化運動量の変換則はそれぞれ異なるからである。一般化速度の変換則は接ベクトルの変換則と同じであり、一般化運動量の変換則は余接ベクトルの変換則と同じである。
さて、ハミルトンの変分原理によれば、運動は作用積分の停留点、すなわち
{\displaystyle \delta \int \left(\sum _{i}p_{i}\,dq_{i}-H\,dt\right)=0}
を満たす相空間上の曲線として与えられ、それは上のハミルトンの正準方程式を満たすというものであった。しかし、シンプレクティック形式を用いれば変分原理を通ることなく、方程式を書き下すことが出来る。
{\displaystyle \omega _{0}=\sum _{i}dp_{i}\wedge dq_{i}}
をシンプレクティック形式 （正準2形式） とするとハミルトンの正準方程式は
{\displaystyle {\frac {d\gamma }{dt}}=X_{H},\,\,\,\gamma (t)=(q_{1}(t),\cdots q_{n}(t),p_{1}(t),\cdots ,p_{n}(t))}
と表される。ここで {\displaystyle X_{H}} はハミルトニアン {\displaystyle H} から定まるハミルトンベクトル場である。
解析力学の相空間上のシンプレクティック形式 {\displaystyle \omega _{0}} による定式化は、さらに一般のシンプレクティック多様体上へと拡張される。 {\displaystyle (M,\omega )} をシンプレクティック多様体とし、{\displaystyle H} を {\displaystyle M} 上の滑らかな関数とする。このとき、ハミルトンの正準方程式がやはり上と同じ形式で、
{\displaystyle {\frac {d\gamma }{dt}}=X_{H}}
と定義される。ただし、シンプレクティック多様体まで拡張してしまうと、ハミルトン形式に対応するラグランジュ形式は一般には見付けられない。

## 対称性と可積分系
運動方程式は、ラグランジュ形式においては一般化座標と一般化速度とを用いて、2階の常微分方程式系（オイラー・ラグランジュ方程式）として記述された。それに対して、ハミルトン形式においては、一般化座標と一般化運動量とを用い、1階の常微分方程式系（ハミルトンの正準方程式）により運動が記述された。しかし、ハミルトン形式において最も特徴的なことは、方程式が対称的であり、かつ、一般化座標と一般化運動量の2つが独立に扱われることである。この事実は、系の対称性や可積分性を調べるにはハミルトン系のほうが都合がよいことを意味する。なぜなら、ラグランジュ形式は配位空間上の対称性しか扱わないのに対して、ハミルトン形式は相空間（=配位空間の余接バンドル）上の対称性をも扱うからである。つまり、ハミルトン形式の方がより多くの変換が許容される。
運動方程式を求積するには第一積分（保存量）が必要である。（ハミルトニアンとは独立な）第一積分の数だけ方程式の自由度を落とすことができるからである。第一積分を使って、方程式の自由度を削減する方法を一般に簡約化という。
第一積分を見つけることは系における対称性を見つけることに等しい。系が対称性をもてば、その対称性に対応する保存量を見付けられるからである。例えば、並進対称性があれば運動量が保存し、回転対称性をもてば角運動量が保存する。このように、系の対称性と第一積分の存在との関係を一般的な状況下で研究したのは、ネーターが最初であるとされる。彼女は現在ネーターの定理と呼ばれる次の定理を示した。

### 定理（ラグランジュ形式）
{\displaystyle \{\phi _{t}\}} を配位空間 {\displaystyle N} 上の1パラメータ変換群とし、{\displaystyle L} を系のラグランジアンであるとする。もし {\displaystyle \{\phi _{t}\}} の状態空間 {\displaystyle TN} への持ち上げに対してラグランジアン {\displaystyle L} が不変ならば、系は
{\displaystyle G(q,{\dot {q}})=\sum _{i}\xi _{i}(q,{\dot {q}}){\frac {\partial L}{\partial {\dot {q}}_{i}}}}
という第一積分をもつ。ここで
{\displaystyle \xi =\sum _{i}\xi _{i}{\partial  \over \partial q_{i}}}
は 1パラメータ変換群 {\displaystyle \{\phi _{t}\}} の無限小変換である。
ネーターの定理はハミルトン形式に対しても同様に成り立つ。

### 定理（ハミルトン形式）
{\displaystyle T^{*}N} を正準2形式を持つシンプレクティック多様体とし、{\displaystyle \{{\bar {\phi }}_{t}\}} を {\displaystyle T^{*}N} 上の完全シンプレクティック変換の 1パラメータ族とする。もし、ハミルトニアン {\displaystyle H} が {\displaystyle \{{\bar {\phi }}_{t}\}} の作用で不変ならば、{\displaystyle \{{\bar {\phi }}_{t}\}} の無限小変換は {\displaystyle T^{*}N} 上のある関数 {\displaystyle G} のハミルトンベクトル場であり、関数 {\displaystyle G} はハミルトン系の第一積分である。
関数 {\displaystyle G} がハミルトン系の第一積分であることと、{\displaystyle G} がハミルトニアン {\displaystyle H} とポアソン可換、つまり {\displaystyle \{H,G\}=0} であることとは同値である。
逆に、ハミルトニアン {\displaystyle H} とポアソン可換な関数 {\displaystyle G} が存在して、{\displaystyle G} が {\displaystyle H} と関数的に独立であるとすると、{\displaystyle G} が定めるハミルトンベクトル場のフローは、ハミルトニアン {\displaystyle H} を不変にする。つまり、第一積分（保存量）からハミルトン系の対称性が得られたことになる。この意味で、系の対称性と第一積分の存在は等価である。しかし、ある保存量に対する対称性が目に見える形で現れるとは限らない。自明ではない対称性を隠れた対称性という。
さて、ハミルトン系が十分多くの第一積分を持てば、それらにより方程式は求積できる。{\displaystyle n} を系の自由度とする。ハミルトン系が完全可積分であるとは、{\displaystyle H=G_{1}} とポアソン可換な関数 {\displaystyle G_{1},\cdots ,G_{n}} が存在して、それら {\displaystyle n} 個の関数が関数的に独立であることをいう。完全可積分であることを、単に可積分であるともいう。
代表的な可積分系には次のようなものが挙げられる。
- ケプラー問題
- 二体問題
- 調和振動子
- 戸田格子
- ラグランジュのコマ
- コワレフスカヤのコマ
- 対称ゴマ

また、可積分系における重要な結果として、アーノルド・ヨストの定理（リウヴィル・アーノルドの定理）やKAM理論が挙げられる。ここで、KAM理論のKAMとは、Kolmogorov-Arnold-Moser （コルモゴロフ・アーノルド・モーザー）の頭文字である。

## 量子力学との関わり
20世紀初頭になると、シンプレクティック幾何学は更なる転機を迎える。量子力学の誕生である。ハイゼンベルクやシュレディンガーらによって、量子力学は始まるが、そこにおいてもシンプレクティック幾何は重要であった。ハイゼンベルクの行列力学はポアソン括弧から出発し、シュレディンガーの波動力学はハミルトン・ヤコビ方程式から出発するからである。その後、量子化の方法はいくつも提案されている。いくつか挙げるとすれば、
- 正準量子化
- ファインマンの経路積分法による量子化
- ネルソンによる確率力学

である。
{\displaystyle n} 次元ユークリッド空間 {\displaystyle \mathbb {R} ^{n}}においては、十分に正当性の高い量子化の方法が得られている。それは、上に挙げた正準量子化である。{\displaystyle \mathbb {R} ^{n}}上の絶対二乗可積分な関数全体のなすヒルベルト空間
{\displaystyle L^{2}(\mathbb {R} ^{n})=\left\{f:\mathbb {R} ^{n}\to \mathbb {C} \,\left|\,\int _{\mathbb {R} ^{n}}|f(x)|^{2}d^{n}x<\infty \right.\right\}}
を考え、位置{\displaystyle \,x_{j}\,}と運動量{\displaystyle \,p_{j}\ (j=1,\cdots ,n)\,}に対応する物理量をそのヒルベルト空間{\displaystyle L^{2}(\mathbb {R} ^{n})}上の自己共役作用素
{\displaystyle {\begin{aligned}({\hat {x}}_{j}f)(x)&=x_{j}f(x),\\({\hat {p}}_{j}f)(x)&=-i\hbar {\frac {\partial f}{\partial x_{j}}}(x)\end{aligned}}\quad (j=1,\cdots n)}
と置き換える。ここで、 {\displaystyle \hbar } はプランク定数である。これらの作用素に対して、正準交換関係(ハイゼンベルクの交換関係、ボルン・ハイゼンベルク・ヨルダンの交換関係ともいう)
{\displaystyle [{\hat {x}}_{j},{\hat {x}}_{k}]=[{\hat {p}}_{j},{\hat {p}}_{k}]=0,\,\,[{\hat {x}}_{j},{\hat {p}}_{k}]=i\hbar \delta _{jk}}
が成り立つ。一般にヒルベルト空間 {\displaystyle {\mathcal {H}}}とその上の正準交換関係を満たす自己共役作用素の組 {\displaystyle ({\mathcal {H}},{\hat {x}}_{1},\cdots ,{\hat {x}}_{n},{\hat {p}}_{1},\cdots ,{\hat {p}}_{n})} を自由度nの正準交換関係表現という。正準量子化とは、ヒルベルト空間 {\displaystyle L^{2}(\mathbb {R} ^{n})}上の正準交換関係表現を定義することに他ならない。このような正準量子化の定義をはっきりと打ち出したのは、フォン・ノイマンである。フォン・ノイマンはさらに、ヴァイルの関係式を満たす正準交換関係表現がユニタリー同値なものを除いて一意に定まることを示した。これはハイゼンベルクによる行列力学とシュレディンガーによる波動力学の同値性を説明する。
しかし、正準量子化はユークリッド空間ではうまくいくが、一般の多様体上では簡単にそれを行うことはできない。なぜなら、多様体において座標は局所的なものであり、それを大域的に用いることはできないからである。また、正準量子化の方法をシンプレクティック多様体の上に一般化することも困難である。なぜなら、ユークリッド空間上での正準量子化は {\displaystyle T^{*}\mathbb {R} ^{n}\cong \mathbb {R} ^{n}\times \mathbb {R} ^{n}}上の量子化であると考えられ、位置と運動量の区別が自然と付く。しかし、一般のシンプレクティック多様体の場合(例えばコンパクト多様体を考えよ) 、位置と運動量の区別は付かない。そのため、運動量を微分演算子で置き換えるという、正準量子化の方法が幾何学的にどのような意味を持つかはこの時点でははっきりしないのである。この疑問に対して、ディラックは幾何学的量子化の問題を提起した。
{\displaystyle (M,\omega )} をシンプレクティック多様体とし、{\displaystyle \{\bullet ,\bullet \}} をシンプレクティック形式から定まるポアソン構造とする。ディラックの提起した幾何学的量子化の問題とは次のように述べられる。
幾何学的量子化：
シンプレクティック多様体 {\displaystyle (M,\omega )} からあるヒルベルト空間 {\displaystyle {\mathfrak {H}}}を作り、{\displaystyle M} 上の滑らかな関数のなす関数環 {\displaystyle C^{\infty }(M)}から {\displaystyle {\mathfrak {H}}} 上の線型作用素への対応{\displaystyle Q} で次の性質を満たすものを構成せよ：
{\displaystyle [Q(f),Q(g)]=i\hbar Q(\{f,g\}),\,\,\,\,f,g\in C^{\infty }(M),}
ここで、{\displaystyle [X,Y]=XY-YX} である。
幾何学的量子化が{\displaystyle T^{*}\mathbb {R} ^{n}}の場合にうまくいくことは既に見た。問題は一般のシンプレクティック多様体に対して、上のような量子化ができるかである。

## 幾何学的量子化と非可換幾何学
幾何学的量子化の問題は多様体上の量子力学の構成という問題から始まったのであるが、空間の量子化を考える非可換幾何学とも深い関わりを持つ。非可換幾何の原点は次の事実であった：
定理： {\displaystyle M,N}を滑らかな多様体であるとする。{\displaystyle M} と {\displaystyle N} が微分同相であるための必要十分条件は、それらの上の可換な関数環 {\displaystyle C^{\infty }(M)} と {\displaystyle C^{\infty }(N)} が同型であることである。
この定理は、「多様体とはその上の可換な関数環のみで決まる。」と言い換えることができるであろう。だとするならば、多様体 {\displaystyle M} の上に非可換な関数環 {\displaystyle (C^{\infty }(M),*)} を構成でれば、それは非可換な多様体を構成したことと同じになるのではないか。これが非可換幾何学の精神である。非可換な関数環の構成の1つが、変形量子化である。{\displaystyle (M,\omega )} をシンプレクティック多様体とし、{\displaystyle \{\bullet ,\bullet \}} でそのポアソン構造を表す。ポアソン構造 {\displaystyle \{\bullet ,\bullet \}} によって、{\displaystyle C^{\infty }(M)} はポアソン環になる。そのポアソン環 {\displaystyle C^{\infty }(M)}の形式的べき級数環を
{\displaystyle {\mathcal {A}}[[\nu ]]=\left\{\left.\sum _{n=0}^{\infty }f_{n}\nu ^{n}\,\right|\,f_{n}\in C^{\infty }(M)\right\}}
と書くことにする。{\displaystyle \nu } は形式的なパラメータである。変形量子化とは、形式的べき級数環 {\displaystyle {\mathcal {A}}[[\nu ]]} に以下の性質を満たす積 {\displaystyle *} を導入することである。
- {\displaystyle \nu *f=f*\nu ,\,\,\,\,f\in {\mathcal {A}}[[\nu ]].}
- {\displaystyle f*g=fg+\nu \{f,g\}+O(\nu ^{2}),\,\,\,\,f,g\in {\mathcal {A}}[[\nu ]].}

このような非可換な関数環を構成できれば、それに対応する｢非可換な多様体｣が構成できたことになるであろう。
幾何学的量子化は非可換幾何学と関係があるといったが、それは次のような意味においてである。{\displaystyle (M,\omega )} をシンプレクティック多様体とし、{\displaystyle \,({\mathfrak {H}},Q)\,}をその幾何学的量子化とする。今、{\displaystyle C^{\infty }(M)} 上に積 {\displaystyle *} を
{\displaystyle Q(f*g):=Q(f)\circ Q(g),\,\,\,\,\,f,g\in C^{\infty }(M)}
で定める(この段階では{\displaystyle f*g} の存在は保証されていないが、ここでは気にせず議論を進めることにする)。するとこの積 {\displaystyle *} は {\displaystyle C^{\infty }(M)} に非可換な積を定めているはずであり、これにより多様体 {\displaystyle M} の｢非可換化」がなされるであろう。つまり、幾何学的量子化は空間の量子化を行っている、とも思える。

## シンプレクティックトポロジーへ
シンプレクティック幾何の歴史は物理とともに始まり進展していったが、そしてシンプレクティック幾何は大域的幾何としての発展を期待されていた。例えば、ダルブーの定理によれば、局所的にはシンプレクティック空間 {\displaystyle \left(\mathbb {R} ^{2n},\ \omega _{0}=\sum _{i}dp_{i}\wedge dq_{i}\right)} で話が全て尽きてしまう。したがって、シンプレクティック幾何が扱うべきは大域的な対象であると長く言われてきた。しかし、物理と密着な関わりを持ちすぎたが故に、シンプレクティック幾何学は20世紀前半から始まる大域的解析学とは一線を画している面がある。しかし、特にグロモフ以降のシンプレクティック幾何学は、大域解析学の大きな柱へと成長を遂げることになる。グロモフは論文 のなかで概正則曲線の概念を定義し、その論文がエポックメイキングとなりそれ以降シンプレクティック幾何学は大域的トポロジーの一分野(シンプレクティックトポロジー)に躍り出ることとなる。これを深谷賢治は、『普通の大域シンプレクティック幾何学』 になった、と述べている。
グロモフは次の定理を示した。
定理 (non-squeezing) ：　 {\displaystyle r,R>0} とする。 また、
{\displaystyle {\begin{aligned}B^{2n}(r)&=\left\{(q,p)\in \mathbb {R} ^{2n}\mid \sum _{i}(q_{i}^{2}+p_{i}^{2})\leq r\right\},\\Z^{2n}(R)&=\{(q,p)\in \mathbb {R} ^{2n}\,|\,p_{1}^{2}+p_{1}^{2}\leq R\}\end{aligned}}}
とし、それぞれに{\displaystyle \,\mathbb {R} ^{2n}\,}の標準的なシンプレクティック構造 {\displaystyle \omega _{0}=\sum _{i=1}^{n}dp_{i}\wedge dq_{i}} から誘導されるシンプレクティック構造を入れる。もし、{\displaystyle \,(B^{2n}(r),\omega _{0})\,}から{\displaystyle \,(Z^{2n}(R),\omega _{0})\,}へのシンプレクティック埋め込みが存在するならば、{\displaystyle r\leq R} である。
この定理は {\displaystyle n=1} のときは自明である。n=1のとき、{\displaystyle \,Z^{2}(R)\,}は2次元円盤{\displaystyle \,B^{2}(R)\,}であり、シンプレクティック埋め込みは面積を保つから、{\displaystyle \,B^{2}(r)\,}が{\displaystyle \,Z^{2}(R)=B^{2}(R)\,}に埋め込めるためには、{\displaystyle \,B^{2}(r)\,}の面積が{\displaystyle \,Z^{2}(R)=B^{2}(R)\,}の面積よりも小さくないといけない。つまり、{\displaystyle r\leq R} でなくてはならない。この説明を見れば分かるように、{\displaystyle n=1} のとき (空間の次元は2次元) はシンプレクティック埋め込みが面積を保つということがポイントであり、シンプレクティック構造を保つということは直接は使われない。しかし、{\displaystyle n\geq 2} のときは状況が違う。このとき、{\displaystyle \,B^{2}(r)\,}から{\displaystyle \,Z^{2}(R)\,}への体積を保つ埋め込みは、{\displaystyle r,R} の大小関係に関わらずいくらでも存在する。それにもかかわらず、シンプレクティック構造を保つという条件を加えるだけで、その埋め込みが存在するかは {\displaystyle r,R} の大小関係に依る。この意味で、グロモフが示したこの非圧縮定理 (non-squeezing theorem) は非自明である。グロモフによるこの定理の証明には、概正則曲線が用いられている。ここで、概正則曲線の定義を述べる。{\displaystyle \Sigma } をリーマン面、{\displaystyle (M,\omega )} をシンプレクティック多様体とし、それぞれの概複素構造を i 及び J としよう。このとき、滑らかな写像{\displaystyle \,u:\Sigma \to M\,}が概正則曲線(概正則写像、{\displaystyle J} －正則曲線)であるとは、{\displaystyle \,J\circ du=du\circ i\,}を満足することをいう。
エケランド(Ekeland)とホファー(Hofer)はシンプレクティック容量 (symplectic capacity) の概念を提唱した。{\displaystyle 2n} 次元シンプレクティック多様体に対するシンプレクティック容量とは、{\displaystyle 2n} 次元シンプレクティック多様体 {\displaystyle (M,\omega )} に対して正数を割り当てる関数 {\displaystyle c} で次の性質を満たすものである。{\displaystyle (M,\omega ),(M',\omega ')} をシンプレクティック多様体とする。
- もしシンプレクティック埋め込み{\displaystyle \,\phi :(M,\omega )\to (M',\omega ')\,}が存在すれば、{\displaystyle \,c(M,\omega )\leq c(M',\omega ').\,}
- {\displaystyle \,c(M,\lambda \omega )=|\lambda |c(M,\omega ),\,\,\,\lambda \in \mathbb {R} \setminus \{0\}.\,}
- {\displaystyle \,0<c(B^{2n}(1),\omega _{0})=c(Z(1),\omega _{0})<\infty .\,}

特に {\displaystyle n=1} のとき、
{\displaystyle \,c(M,\omega )=\left|\int _{M}\omega \right|\,}
とすれば、これは2次元シンプレクティック多様体に対するシンプレクティック容量であることが確かめられる。しかし、 {\displaystyle n\geq 2} のとき、
{\displaystyle c(M,\omega )=\left|\int _{M}{\frac {(-1)^{n}}{n!}}\omega ^{n}\right|^{1/n}}
としても、これはシンプレクティック容量にはならない。

## アーノルド予想とフレアーホモロジー
{\displaystyle (M,\omega )} をシンプレクティック多様体とする。{\displaystyle H} 上の滑らかな関数の族 {\displaystyle H=\{H_{t}\}} で {\displaystyle H_{t+1}=H_{t}} をとる。このとき、{\displaystyle H} に随伴するハミルトン力学系
{\displaystyle {\dot {x}}=X_{H_{t}}}
が考えられる。1960年代、アーノルドはこのハミルトン力学系の1周期解の個数評価に関して次の予想を提出した。
Conjecture (Arnold) : 次の不等式が成立する：
{\displaystyle \#\{x:\mathbb {R} /\mathbb {Z} \to M\,|\,{\dot {x}}=X_{H_{t}}\}\geq \min\{\#Cr(F)\,|\,F\in C^{\infty }(M)\}}
ここで、{\displaystyle Cr(F)} は {\displaystyle F} の臨界点集合を表す。もし、全ての周期解が非退化であるのならば、
{\displaystyle \,\#\{x:\mathbb {R} /\mathbb {Z} \to M\,|\,{\dot {x}}=X_{H}\}\geq \sum _{k}b_{k}(M)\,}
である。ここで、{\displaystyle b_{k}(M)}は {\displaystyle k} 次のベッチ数である。
この予想はハミルトン系の周期解に関する予想であるが、シンプレクティック多様体上の不動点定理としても捉えることができる。すなわち、{\displaystyle \{\phi _{t}\}_{t\in \mathbb {R} }}をハミルトンベクトル場 {\displaystyle X_{H_{t}}}のフローとし、{\displaystyle \gamma :\mathbb {R} /\mathbb {Z} \to M}をハミルトン系の周期解としよう。簡単のため、{\displaystyle \gamma } の周期は1であるとする。すると、 {\displaystyle \gamma (0)\in M} は {\displaystyle \phi _{1}(\gamma (0))=\gamma (0)} を満たす。つまり、 {\displaystyle \gamma (0)} はハミルトン微分同相写像の不動点である。この観点からみれば、アーノルド予想とは
Conjecture(Arnold)
{\displaystyle \,\phi \,}を(M, ω)上のハミルトン微分同相写像とする。このとき、
{\displaystyle \,\#\{p\in M\,|\,\phi (p)=p\}\geq \min\{\#Cr(F)\,|\,F\in C^{\infty }(M)\}\,}
が成り立つ。
また、ハミルトン微分同相写像の固定点の個数に関する、ベッチ数評価やcup length評価版もある。この予想が提出されて以降、いくつかの部分解が証明されたが、本質的に進展したのはフレアーによってである。フレアーは、シンプレクティック多様体が単調 (monotone) であるときにアーノルド予想を解決した。ここで、シンプレクティック多様体 {\displaystyle (M,\omega )} が単調であるとは、正数 {\displaystyle \tau >0} が存在して、{\displaystyle \,c_{1}(M)|_{\pi _{2}(M)}=\tau [\omega ]|_{\pi _{2}(M)}\,}が成り立つことをいう。ここで、{\displaystyle \,c_{1}(M)\,}は第一チャーン類、{\displaystyle [\omega ]} はシンプレクティック形式が定める2次のコホモロジー類である。フレアーは現在フレアーホモロジーと呼ばれるホモロジーを構成した。その後、ホーファー-サラモンや小野により、シンプレクティック多様体が半正（弱単調ともいう）という条件下で、アーノルド予想のベッチ数評価版が証明された。さらに、Liu-Tian及び深谷・小野により、一般のコンパクトなシンプレクティック多様体において、アーノルド予想ベッチ数評価版が証明された。
さらには、フレアーホモロジーの概念はハミルトン系の周期解に対するものだけでなく、低次元多様体上のSU(2)ゲージ理論やシンプレクティック多様体のラグランジュ部分多様体の交叉理論にも応用される。しかし、これらに共通しているのは、無限次元多様体上でのモース理論の適用である。
以下、ハミルトン系の周期軌道に対するフレアー理論を解説する。シンプレクティック多様体 {\displaystyle M} の上の閉曲線全体 {\displaystyle {\mathcal {L}}M} を {\displaystyle M} 上の自由ループ空間という。さらにその内で、1点に連続変形可能(可縮という)なものの全体を、{\displaystyle X={\mathcal {L}}_{0}M}と書くことにする。また、{\displaystyle S^{1}}と書いたときは、{\displaystyle \mathbb {R} /\mathbb {Z} }とパラメトライズされていると仮定する。このとき、時間に依存するハミルトン関数 {\displaystyle H\in C^{\infty }(S^{1}\times M)} に対して、{\displaystyle X} 上の汎関数が次のように定まる：
{\displaystyle \,{\mathcal {A}}_{H}(\gamma )=\int _{D^{2}}u^{*}\omega -\int _{\gamma }Hdt,\,\,\,\,\gamma \in X.\,}
ここで、{\displaystyle u:D^{2}\to M} は2次元円盤 {\displaystyle D^{2}}から {\displaystyle M} への写像で、{\displaystyle \gamma } を境界として持つものである。ただし、{\displaystyle u} は唯1つには定まらず、{\displaystyle {\mathcal {A}}_{H}} は  {\displaystyle X} 上の多価な汎関数となる。もし {\displaystyle \pi _{2}(M)=0} と仮定すると、汎関数の値は {\displaystyle u} の取り方に依らず、{\displaystyle \gamma } のみに依存する。そこで、以下では{\displaystyle \pi _{2}(M)=0}であるとして議論を進める。
汎関数 {\displaystyle {\mathcal {A}}_{H}} に対する変分原理は、{\displaystyle \gamma \in X} がハミルトン方程式の周期1の周期解であるのは、{\displaystyle \gamma } が汎関数 {\displaystyle {\mathcal {A}}} の臨界点であるときであり、かつそのときに限る、ことを主張する。この観察から、アーノルド予想は
{\displaystyle \#\mathrm {Cr} ({\mathcal {A}}_{H})\geq \sum _{k=0}^{\dim M}b_{k}(M)}　　　　　　　…………(*)
と読みかえられる。この不等式は、有限次元多様体上のモースの不等式のアナロジーである：{\displaystyle N} を有限次元閉多様体とし、{\displaystyle f:N\to \mathbb {R} }をその上のモース関数とすると、モースの不等式
{\displaystyle \#\mathrm {Cr} (f)\geq \sum _{k=0}^{\dim N}b_{k}(N).}
が成り立つ。
不等式(*)を示すために、フレアーは次のような鎖複体を考えた；
{\displaystyle \mathrm {CF} _{*}(H)=\bigoplus _{x\in \mathrm {Cr} ({\mathcal {A}}_{H})}\mathbb {Z} _{2}\langle x\rangle .}
鎖複体の次数付けはコンリー・ツェンダー指数 (Conley-Zehnder index) {\displaystyle \mu _{H}:\mathrm {Cr} ({\mathcal {A}}_{H})\to \mathbb {Z} } と呼ばれているもので与えられているとする。境界作用素は、
{\displaystyle \delta \langle x\rangle =\sum _{\mu _{H}(x)-\mu _{H}(y)=1}\#{\mathcal {M}}(x,y)\langle y\rangle \mod 2}
で定義される。ここで、{\displaystyle {\mathcal {M}}(x,y)}は臨界点 {\displaystyle x} から {\displaystyle y} へと向かう(負の)勾配曲線のモジュライ空間を表す。
このモジュライ空間についてもう少し詳しく述べよう。{\displaystyle M} 上の概複素構造 {\displaystyle J} で、シンプレクティック形式 {\displaystyle \omega } と両立するものが存在する。つまり、{\displaystyle (M,J,\omega )} は概ケーラー多様体となる。このとき、リーマン計量{\displaystyle g_{J}=\omega (\bullet ,J\bullet )}から可縮なループからなる「多様体」{\displaystyle X} 上の{\displaystyle L^{2}}-計量を定めることが出来るから、汎関数 {\displaystyle {\mathcal {A}}_{H}} の（形式的な）勾配ベクトル場が {\displaystyle X} 上定義される。いま {\displaystyle X} 上の曲線 {\displaystyle u:\mathbb {R} \to X} を考えると、それはシリンダー {\displaystyle \mathbb {R} \times S^{1}} から {\displaystyle M} への写像と同一視できる。この同一視を使って、{\displaystyle {\mathcal {A}}_{H}} の勾配方程式を書き下すと、フレアー方程式（摂動されたコーシー・リーマン方程式ともいう）
{\displaystyle {\frac {\partial u}{\partial s}}+J(u)\left({\frac {\partial u}{\partial t}}-X_{H_{t}}(u)\right)=0}　　　　　　　…………(**)
となる。ここで、{\displaystyle s,t} はそれぞれ {\displaystyle \mathbb {R} \times S^{1}}の第一、第二成分の座標である。(**)の解 {\displaystyle u} で、{\displaystyle s\to -\infty }の極限で{\displaystyle u(s,\bullet ):S^{1}\to M}がハミルトン方程式の1周期解xに、{\displaystyle s\to \infty }の極限で周期解 {\displaystyle y} に収束するもののモジュライ空間を{\displaystyle {\mathcal {M}}(x,y)}と書く。{\displaystyle \mu _{H}(x)-\mu _{H}(y)=1}ならば、このモジュライ空間は有限集合であることが証明できる。したがって、上で定義した境界作用素 {\displaystyle \delta } はwell-definedである。さらに次の定理が成立すれば、鎖複体{\displaystyle (CF_{\ast }(H),\delta )}がようやく構成できたことになる(正確には、概複素構造 {\displaystyle J} にも依存した鎖複体を構成した）。
定理(フレアー)：{\displaystyle (M,\omega )} が単調ならば、{\displaystyle \delta \circ \delta =0}が成り立つ。
この定理の証明には上のモジュライ空間のコンパクト性が必要になるが、一般にはフレアー方程式の解の無限列の極限でバブルと呼ばれる現象が生じ、コンパクト性が成り立たない。ただしシンプレクティック多様体の単調性であるとバブルが起きないので、モジュライ空間はコンパクトであるといえる。（正確には上のモジュライ空間のうまいコンパクト化を取ることが出来る。）このとき、張り合わせなどの議論を経て、上の定理が成立する。Hofer-Salamon, 小野はさらに半正でもバブルが起きず、上の定理が成立することを示した。
定義： 鎖複体{\displaystyle (\mathrm {CF} _{\ast }(H,J),\delta )}のホモロジーをハミルトン系の（可縮な）周期軌道に対するフレアーホモロジーと呼び、{\displaystyle \mathrm {HF} _{\ast }(H,J)}と表す。
シンプレクティック多様体が単調である場合のアーノルド予想は、フレアーによる次の定理から直接従う。
定理(フレアー)：　フレアーホモロジー {\displaystyle \mathrm {HF} _{\ast }(H,J)}はハミルトン関数 {\displaystyle H} 、及び、概複素構造 {\displaystyle J} に依らず、{\displaystyle M} のホモロジーに同型である。

## シンプレクティック幾何学に関わる数学者
- ウラジーミル・アーノルド (V. I. Arnold)
- ミハイル・グロモフ (Mikhael L. Gromov)
- ウィリアム・ローワン・ハミルトン (William R. Hamilton)
- 深谷賢治
- アンドレアス・フレアー (Andreas Floer)
- 小野薫